# 나스미스 망원경

간단한 나스미스 망원경

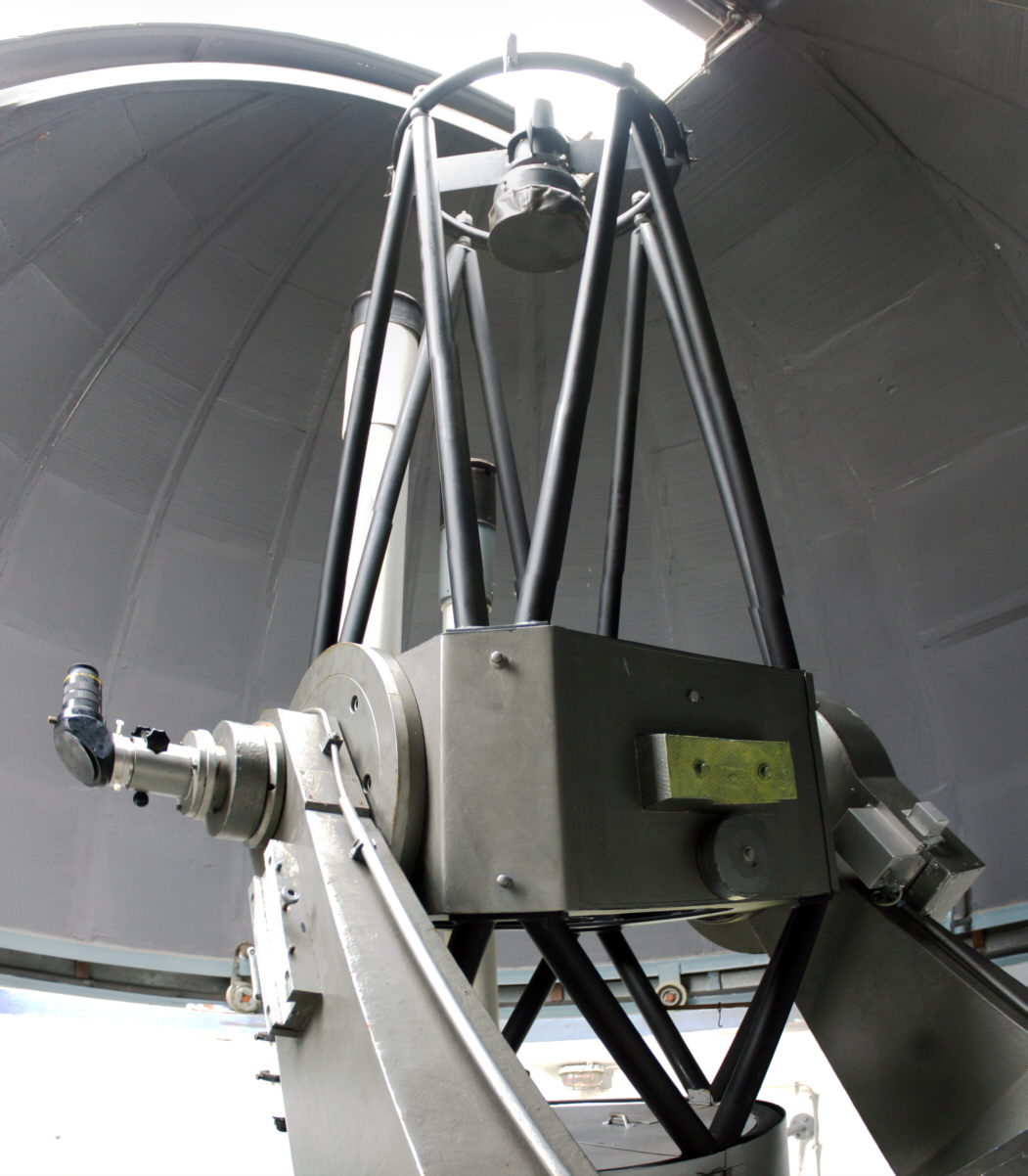
독일 에센 발터-호만 천문대의 56cm 나스미스-카세그레인 망원경

나스미스-카세그레인, 카세그레인-나사미스라고도 불리는 나스미스 망원경은 스코틀랜드의 발명가인 제임스 나스미스(James Nasmyth)에 의하여 개발된 반사 망원경의 일종이다.  카세그레인 망원경의 변형된 형태로 빛이 측면으로 반사되어 접안렌즈에 도달한다.

## 원리
카세그레인 망원경에서와 같이 빛은 오목한 1차 반사경에 도달하여 볼록한 2차 반사경 쪽으로 반사된다. 비교적 작은 3차 평면 거울은 빛을 망원경의 측면 중 하나로 반사한다. (1차 미러의 중앙 구멍 부분에는, 3차 미러를 광의 진행에 방해가 되지 않도록 이동시킬 수 있다면 카세그레인 초점이 맺도록 할 수 있다.) 이 평면 거울은 고도축에 배치되어 광선이 고도축을 지탱하는 베어링의 중앙에 있는 구멍을 통해 나가도록 한다. 주 망원경 축과의 3차 거울의 각도를 망원경의 방향과 수평선 상의 별의 고도의 함수로 조정할 수 있기 때문에 이것은 접안경이나 기구를 망원경에 따라 위아래로 움직일 필요가 없다는 것을 의미한다. 따라서 망원경의 균형을 무너뜨리거나 고도축 베어링에 하중을 증가시키지 않으면서 무거운 장비를 사용할 수 있게 된다. 이것은 일반적으로 연구 천문대에서 사용되는 분광기 및 기타 중장비에 상당한 이점이 있다. 대부분의 현대 연구용 망원경은 나스미스 망원경으로 구성하여 "나스미스 초점"을 사용할 수 있다.

## 천문대
하와이 WM 켁 천문대의 쌍발 10미터 망원경과 그 옆에 있는 8.2미터 스바루 망원경은 일련의 특수 장비를 나스미스 플랫폼에서 지원하고 있으며, 이와 유사한 디자인이 미래의 30미터 망원경에 사용될 예정이다. 미국 캘리포니아의 릭 천문대에 있는 2.4미터 자동 행성 탐색 망원경은 두 개의 나스미스 초점의 사용을 지원한다. 스페인의 시에라 네바다 천문대(OSN)에는 직경 1.5미터 구경의 망원경을 포함하여 두 개의 나스미스 망원경이 있다. SOFIA 항공 망원경도 이 디자인을 사용한다.

## 같이 보기
- 카세그레인 안테나
- 망원경 유형 목록
- 천문대 일람